# Anton Petje
Anton Petje, né le 3 octobre 1932 à Litija et mort le 17 novembre 2023, est un acteur slovène.

## Biographie
Anton Petje est né dans la cité de Gabrovka, en Slovénie. Au début de sa carrière d'acteur, il fait ses preuves sur les scènes slovènes et même italiennes, à Trieste notamment. Par la suite, Anton Petje travaille pour le cinéma et la télévision. Il incarne son dernier rôle en 2001, dans le film Le Stade de Wimbledon. Aujourd'hui, le comédien a pris sa retraite.
Il meurt le 17 novembre 2023, à l’âge de 91 ans.

## Filmographie

### Au cinéma
- 1962 : Tistega lepega dne de France Stiglic
- 1968 : Soncni krik de Bostjan Hladnik
- 1974 : Strah de Matjaz Klopcic : Klein
- 1976 : Vdovstvo Karoline Zasler de Matjaz Klopcic : Korl
- 1977 : To so gadi de Joze Bevc : Un militaire
- 1978 : Ko zorijo jagode de Rajko Ranfl
- 1979 : Iskanja de Matjaz Klopcic
- 1982 : Boj na poziralniku de Janez Drozg : Le maire
- 1982 : Deseti brat de Vojko Duletic : Le capitaine Drasic
- 1987 : Moj ata, socialisticni kulak de Matjaz Klopcic : Le prêtre
- 1987 : Zivela svoboda de Rajko Ranfl
- 1988 : P.S. - Post Scriptum de Marcel Buh, Bostjan Hladnik et Andrej Stojan : Un fonctionnaire
- 1989 : Happy end de Milos Radovic
- 1989 : Kavarna Astoria de Joze Pogacnik : Wagner
- 2001 : Le Stade de Wimbledon de Mathieu Amalric : L'homme au vin

### À la télévision

#### Séries télévisées
- 1979 : Das Dorf an der Grenze, épisode du 9 mai 1979 (1-1) : Petritsch

#### Téléfilms
- 1978 : L'Échiquier de la passion (Schwarz und weiß wie Tage und Nächte) de Wolfgang Petersen
- 1997 : Triptih Agate Schwarzkobler de Matjaz Klopcic
- 2010 : Vlomilci delajo poleti de Roman Koncar : L'italien